# 성남초등학교 (함평군)
성남초등학교는 대한민국 전라남도 함평군 함평읍 함장로 730 (성남리)에 있었던 초등학교이다.

## 연혁
- 2002.03.02 함평초등학교에 통폐합
- 1996.03.01 성남초등학교로 개칭
- 1950.04.01 성남국민학교로 개칭
- 1941.03.30 총독령 90호에 의거 성남공립국민학교로 개칭
- 1938.03.01 총독령 제24호 규정에 의거 성남공립심상소학교로 개칭
- 1936.04.01 함평공립보통학교 부설 성남간이학교로 개교